# The Dude (Devin the Dude)
The Dude è il primo album del rapper statunitense Devin the Dude, pubblicato nel 1998 dalla Rap-A-Lot Records.

## Descrizione e ricezione
| Recensione | Giudizio |
| ---------- | -------- |
| AllMusic   | [ 1 ]    |

Devin the Dude arriva da diverse esperienze negative in alcuni gruppi musicali hip hop, decidendo di produrre un disco solista nel 1998. Scarface contribuisce notevolmente all'album, prodotto senza particolari promozioni e senza una adeguata programmazione radiofonica. Il debutto del rapper, omaggio all'omonimo sforzo di Quincy Jones, riscontra un forte seguito nel circuito underground, che lo porta a collaborare anche all'album di Dr. Dre 2001.
Il disco si concentra su temi materialisti; non è un successo commerciale, tuttavia consente a Devin the Dude, paragonato a Too $hort, di crearsi una propria fan base.

## Tracce
| #  | Titolo                         | Produttore/i                                         | Featuring                                | Durata |
| -- | ------------------------------ | ---------------------------------------------------- | ---------------------------------------- | ------ |
| 1  | "The Dude"                     | Scarface                                             |                                          | 5:11   |
| 2  | "Sticky Green"                 | Tone Capone                                          | Scarface                                 | 3:09   |
| 3  | "Don't Wait"                   | Carlos "DJ Styles" Garza, Robert "Rob Quest" McQueen | DMG, Spice 1                             | 4:43   |
| 4  | "Do What You Wanna Do"         | N.O. Joe                                             |                                          | 4:28   |
| 5  | "Mo Fa Me"                     | Domo                                                 |                                          | 3:43   |
| 6  | "Alright"                      | Domo                                                 | Randy Ran                                | 4:34   |
| 7  | "Bust One for Ya"              | J.B.                                                 |                                          | 1:14   |
| 8  | "See What I Could Pull"        | Devin the Dude                                       |                                          | 5:03   |
| 9  | "Write & Wrong"                | Domo                                                 |                                          | 5:02   |
| 10 | "One Day at a Time"            | Scarface, Mr. Lee                                    | K-Dee, K.B.                              | 3:58   |
| 11 | "Boo Boo'n"                    | Domo                                                 |                                          | 4:19   |
| 12 | "Like a Sweet"                 | Devin the Dude, Domo                                 | Scarface, Jugg Mugg, Killemall, Ant Live | 5:22   |
| 13 | "Show Em'"                     | Domo, Daddy Mook                                     | K.B.                                     | 4:36   |
| 14 | "Ligole Bips (Southern Girls)" | Domo                                                 | Odd Squad, K.B.                          | 4:37   |
| 15 | "Can't Change Me"              | Scarface, Mr. Lee                                    | K-Dee, K.B.                              | 4:10   |
| 16 | "I Can't Quit"                 | N.O. Joe                                             |                                          | 4:43   |
| 17 | "Georgy"                       | Tone Capone                                          | Kuirshan                                 | 3:23   |

## Classifiche settimanali
| Classifica (1998)         | Posizione massima |
| ------------------------- | ----------------- |
| Stati Uniti               | 177               |
| US Heatseekers Albums     | 5                 |
| US Top R&B/Hip-Hop Albums | 27                |